# 须田理央
须田理央（日语：／ Suda Rio，2009年7月29日—）是日本的童星。所属Theatre Academy。

## 经历
须田理央与同事务所所属的須田琉雅、須田瑛斗为兄妹关系。
她与琉雅在『极恶顽暴』，与瑛斗在『人生激动的整理的魔法』都为剧中的角色共同演出。
此外，在《青春侦探晴也～不容许大人的作恶～》中，还汇聚了3人作为兄妹角色共演。
2013年，在出演电视剧《八重之樱》时，须田理央原本只是出演西乡季的幼儿角色，但因为原本出演自杀场景中儿童角色的演员不停哭泣，所以须田理央为此还担任了替角演员。
同年7月，须田理央在电视剧《Woman》中饰演青柳望海的幼儿角色时，个性化的“滑舌头”在网络上引发日本网民讨论。